# Box-Cox-Transformation
Die Box-Cox-Transformation ist ein mathematisches Instrument der Regressionsanalyse und Zeitreihenanalyse, mit dem eine Stabilisierung der Varianz erreicht werden soll (Verringerung von Heteroskedastizität). Die Formel lautet:
{\displaystyle Y_{t}^{(\lambda )}=\left\{{\begin{matrix}{\dfrac {(Y_{t}+c)^{\lambda }-1}{\lambda }}&\quad \mathrm {f{\ddot {u}}r\;\;} \lambda \neq 0\\[10pt]\ln(Y_{t}+c)&\quad \mathrm {f{\ddot {u}}r\;\;} \lambda =0\end{matrix}}\right.}
Die auf {\displaystyle Y_{t}} addierte Konstante c wird lediglich benötigt um bei Bedarf dafür zu sorgen, dass die Werte von welchen der Logarithmus genommen werden soll tatsächlich positiv sind, da der Logarithmus sonst nicht definiert ist.
Es gibt verschiedene Methoden, um geeignete Werte für {\displaystyle \lambda } zu finden. Zum Beispiel kann {\displaystyle \lambda } zusammen mit anderen Modellparametern mittels Maximum-Likelihood-Schätzung oder durch visuellen Vergleich der transformierten Daten bestimmt werden.